# 林青 (1967年)
林青（1967年9月—），女，汉族，台湾台北人，中国共产党党员。中华人民共和国政治人物、第十三届全国人民代表大会台湾省代表。

## 生平
2018年，林青被选为台湾省出席第十三届全国人民代表大会代表。